# Joacim Olsson
Lars Joacim Olsson, född 17 juli 1971, är en svensk opinionsbildare och organisationsledare. Han är sedan 2016 VD för Aktiespararna. Tidigare har han varit VD för Skattebetalarnas förening och vice förbundsdirektör på Villaägarnas riksförbund.
Olsson är uppvuxen på Höga Kusten, utbildad statsvetare och var i början av 00-talet PR-konsult i egen firma och delägare på kommunikationsföretaget Comvision. Han har även varit ledarskribent på Nerikes Allehanda, Norra Västerbotten och Västerbottens-Kuriren samt ordförande för Värnpliktsrådet, då han även var expert i den statliga utredningen om totalförsvarspliktigas sociala och ekonomiska situation. Under 90-talet var han politiskt aktiv och satt bland annat i Umeå kommuns skolstyrelse och i Liberala Ungdomsförbundets förbundsstyrelse.